# 矮线真锥螺
矮线真锥螺（学名：Euconulus infracinctus）为拟阿勇蛞蝓科真锥螺属的动物，是中国的特有物种。分布于四川、湖北、湖南、长江流域一带等地，生活环境为陆地，常见于山区、丘陵地带、农田、住宅附近潮湿多腐殖质的草丛中以及落叶石块下。